# یواس‌اس ال‌اس‌تی-۷۲۴
یواس‌اس ال‌اس‌تی-۷۲۴ (به انگلیسی: USS LST-724) یک کشتی بود که طول آن ۳۲۸ فوت (۱۰۰ متر) بود. این کشتی در سال ۱۹۴۴ ساخته شد.